# トースト・ハワイ
トースト・ハワイ (toast Hawai) またはハワイアン・トースト (Hawaiian toast) とはオープンサンドイッチの一種。トーストの上にハムとチーズ、輪切りのパイナップルを乗せ、チーズが溶けるまでオーブンで焼いたもの。中央にマラスキーノ・チェリーを乗せる。ドイツにおいて1960年代から1980年代にかけて流行した料理で、ドイツ人からは典型的な自国料理と見なされている。1950年代にタレント料理人クレメンス・ヴィルメンロートによって広められた。ホーメル社が1939年に発行したスパムのレシピ集が米軍兵士によってドイツに持ち込まれ、その中の「グリルド・スパムイッチ」という料理が原型となって生まれたと考えられている。

## 調理法

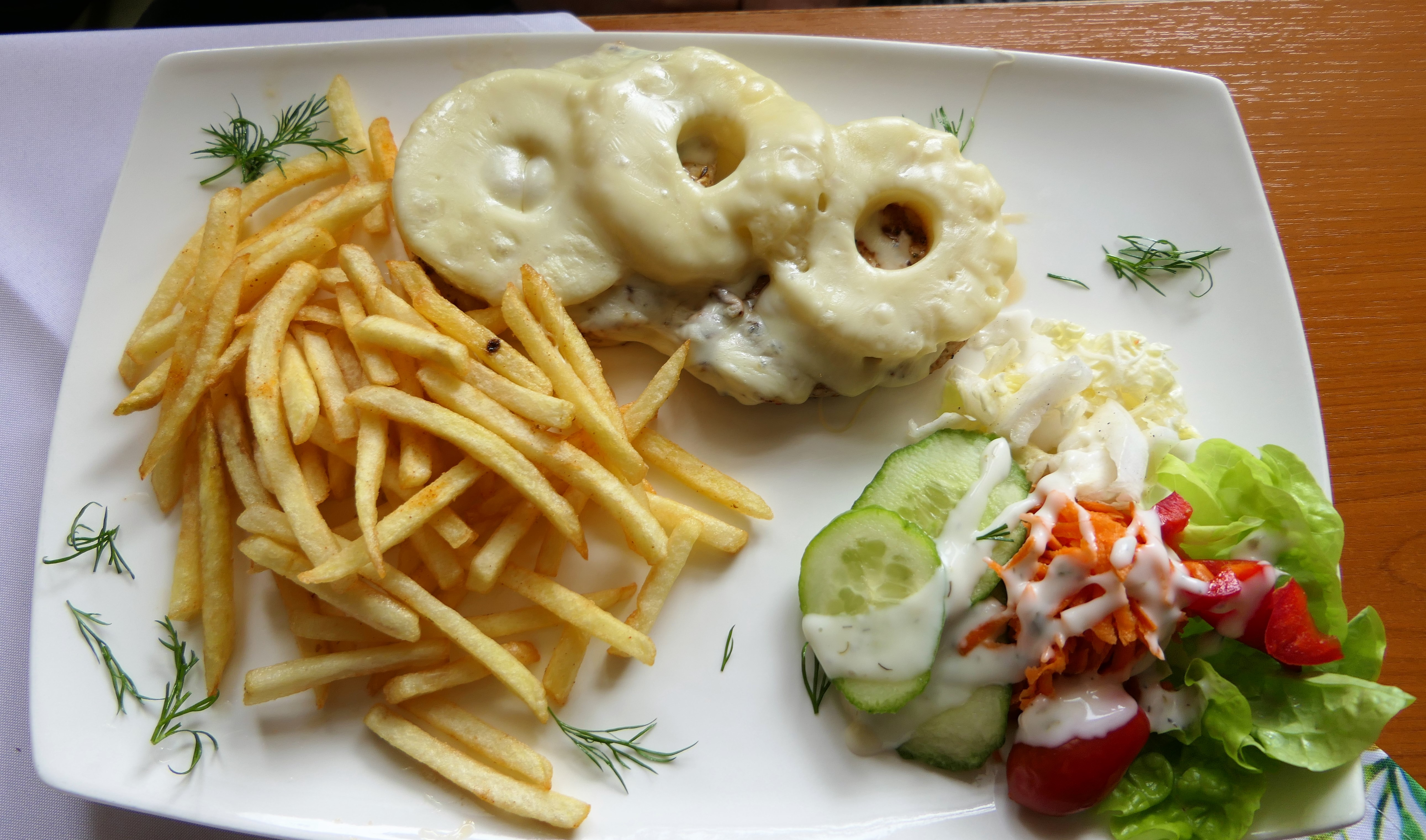
ハワイアンステーキ。

軽くトーストしたパンにバターを塗り、生ハムもしくは加熱調理したハムの薄切り、パイナップル（オリジナル版は缶詰）、チーズ（主にプロセスチーズ）を乗せ、オーブンで焼いてチーズを溶かし、最後にマラスキーノ・チェリーを乗せる。クランベリーのような果物を乗せたり辛味のないパプリカ粉末を振るのも一般的である。ヤシの木を模した飾り用の楊枝を立てる場合もある。パイナップルとチーズを材料とする同様の「ハワイ風」料理にはハワイアンピザやハワイアンステーキがある。

## 歴史
トースト・ハワイを考案したのは、西ドイツでテレビ放送が始まった時期のタレント料理人クレメンス・ヴィルメンロートだと一般に信じられている。ヴィルメンロートはケチャップや缶詰を用いた目を引く創作料理と軽妙なキャッチフレーズで人気を博していた。1955年に生まれたトースト・ハワイはヴィルメンロートが紹介した中でももっとも有名だが、競合相手で師匠でもあったハンス・カール・アダムから盗んだレシピであった可能性が高い。
歴史家ペトラ・フェーデによると、この料理は米国でよく食べられている「グリルド・スパムイッチ」をドイツに合わせて修正したものである。本家のレシピはハムではなくスパムを、スライスチーズではなくおろしチーズを用いるが、それを除けば作り方に差はない。スパムはドイツで手に入りにくいためボイルハムで代用されたとみられる。「グリルド・スパムイッチ」のレシピはスパムメーカーのホーメルによって1939年に初めて公刊された。その一方、作家・コピーライターのユルゲン・アーレンスはフランスのクロックムッシュがトースト・ハワイの原型だと主張している。
ドイツでは歴史的にトーストが食べられておらず、初めてトースト用のパン（トーストブロート）が登場したのは1950年代のことだった。その後トースト・ハワイの人気が広がるとともにトーストの習慣も普及していった。
現在までに多くのバリエーションが作り出されている。タレント料理人ティム・メルツァーは2010年代に全粒粉パン、ハモン・セラーノ、マンチェゴチーズを用いたモダンなレシピを発表した。

## 発がんリスク
トースト・ハワイや同じ材料の組み合わせを用いた料理では、パイナップルに由来する酸性環境においてハムの塩せき剤に含まれる硝酸塩とチーズのアミノ酸から発がん性のニトロソアミンが発生する可能性が指摘されている。しかし、ベルリン科学技術大学 (Berliner Hochschule für Technik) 食品科学部の研究によればニトロソアミンの濃度上昇は観測されていない。

## 普及
トースト・ハワイは1970年代までドイツの家庭でよく食べられており、1980年代にはパブ、パーティールーム、ボウリング場のような場所で人気のメニューだった。しかし2015年時点で、ドイツにおいてもパイナップルを使った料理の代表としては、国内人気にとどまるトースト・ハワイよりも世界的に食べられているハワイアンピザの方が先に挙げられるようになっている。
トースト・ハワイは発明からおよそ10年のうちに東ドイツにも伝播したが、料理店で提供されるにとどまった。家庭では手に入りやすいヤークトヴルストやミートローフを用いたパイナップルなしのハムトースト（カールスバート・シュニッテ）の方が良く作られていた。オーストリアでトースト・ハワイは1950年代に進行したアメリカニゼーションの産物と見なされている。ただしその意味ではハワイ・シュニッツェルの方が重要である。スイスでも1950年代から食べられている。チューリッヒ空港のレストランは1960年ごろにトースト・ハワイを提供し始めたが、これはスイスでもっとも早い例の一つである。2013年には、スイスでもっとも多くレシピがGoogle検索された料理トップ10の中にトースト・ハワイが名を連ねた。

## 文化的位置づけ
2000年代には比較的ありふれた料理と見なされているが、1950年代の登場時にはドイツ庶民にとってエキゾチックな魅力を感じさせる料理だった。評論家グードルン・ロータウクは「数平方センチメートルのパンの上に、ある時代に存在した憧憬が乗せられている」と表現している。歴史学者アリス・ヴァインレブによると、国際的な孤立から抜け出すことを切望していた戦後ドイツでは海外産の食材やレシピに特別な価値があり、トースト・ハワイはその典型だった。その一方で歴史学者ウルリヒ・ヘルベルトは、トースト・ハワイは戦後ドイツ食文化の変化を象徴する料理のように語られることもあるが、食文化全体の中で緑色野菜の比重が増えたというような実質的な変化に比べると表層に過ぎないと書いている。